# Häggholmen (Överkalix)
Häggholmen is een Zweeds eiland in de Ängesån. Het eiland ligt nabij de westoever ter hoogte van Svedjan. Het eiland heeft geen oeververbinding en is onbebouwd. 